# Olga Berggolț
Olga Fiodorovna Berggolț (în rusă Ольга Фёдоровна Берггольц; n. 16 mai 1910, Sankt Petersburg, Imperiul Rus – d. 13 noiembrie 1975, Leningrad, RSFS Rusă, URSS) a fost o poetă rusă. Este cunoscută și pentru însemnările din timpul Blocadei Leningradului.
O strofă compusă de poetă în timpul Asediului Leningradului din toamna lui 1941:
Cu tot ce mai ai viu în tine,
Prin ce e frumoasă viața sau rea,
Cu sânge, cu flacără, armă sau slovă
Respinge dușmanul, spre noi nu-l lăsa!